# Gruppo di San Gallo

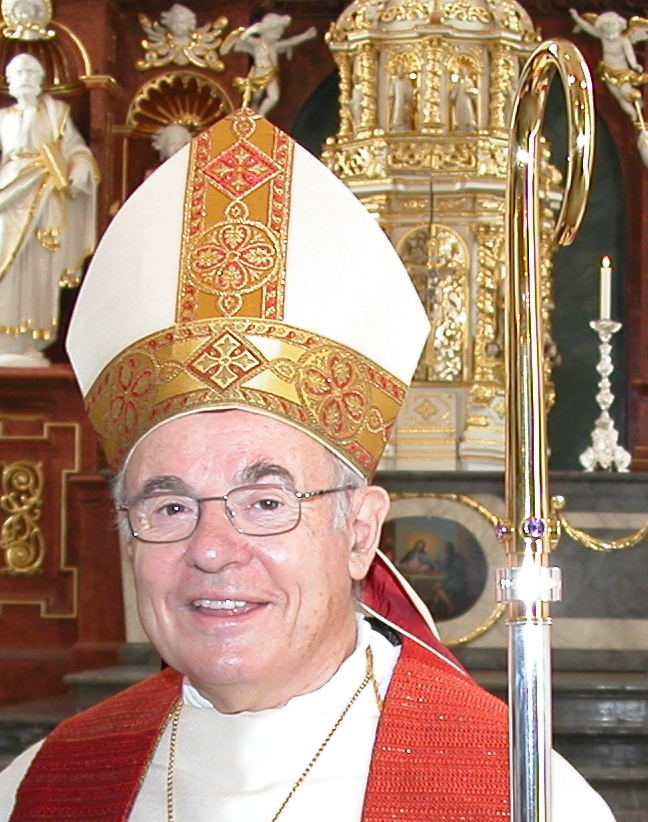
Monsignor Ivo Fürer, l'ospite del gruppo di San Gallo.

Il Gruppo di San Gallo fu un gruppo informale di prelati di alto rango e riformisti che si incontravano ogni anno a gennaio vicino a San Gallo, in Svizzera, per scambiarsi liberamente idee su questioni ecclesiastiche. Monsignor Ivo Fürer, l'ospite del gruppo, lo definì un Freundeskreis (una "cerchia di amici"). Essendo un gruppo informale, non aveva un nome ufficiale. Gruppo di San Gallo è quello che alcuni dei suoi membri gli hanno dato nelle loro agende e il nome è diventato pubblico dopo un capitolo completo ad esso dedicato nella biografia del cardinale Godfried Danneels, pubblicato dagli storici della Chiesa Karim Schelkens e Jurgen Mettepenningen nel 2015. Nomi alternativi sono "Mafia di San Gallo" e "Club di San Gallo".

## Storia e appartenenza

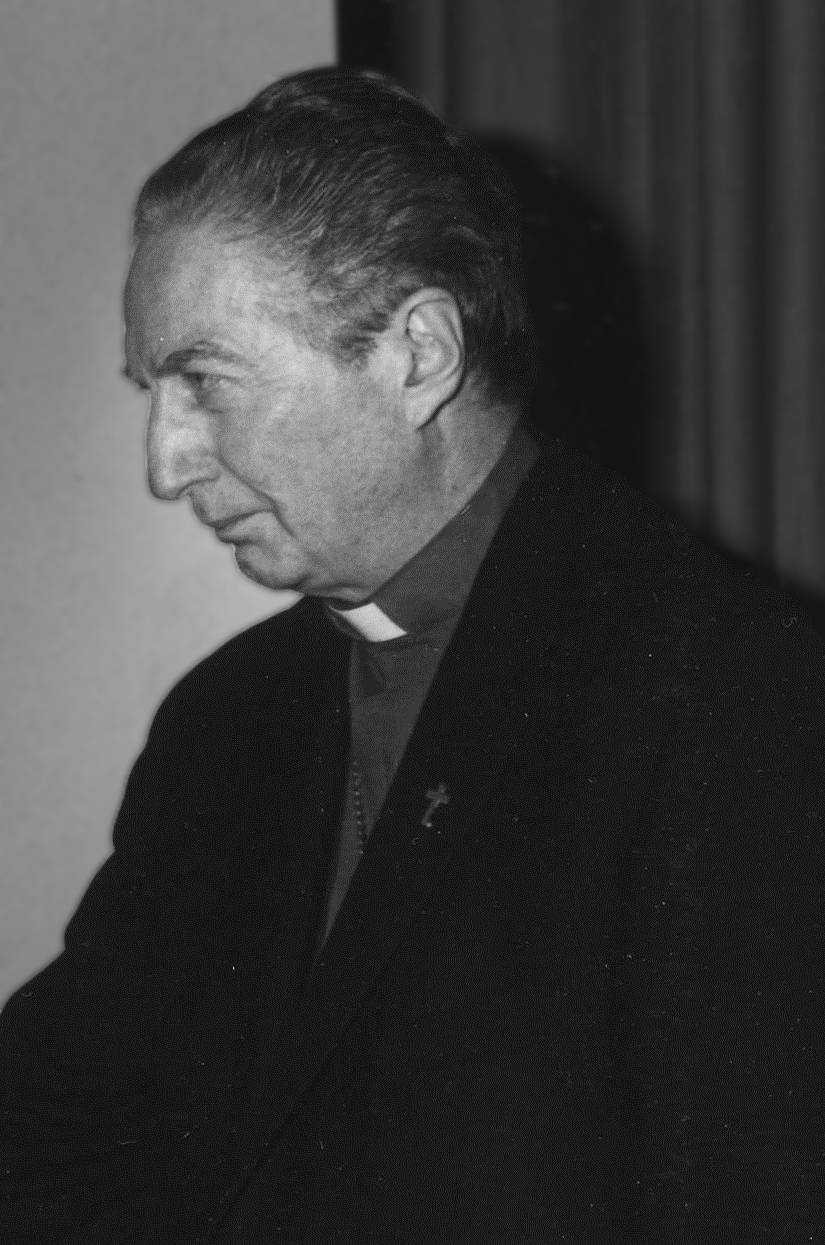
Il cardinale Carlo Maria Martini, motore e ispiratore del gruppo di San Gallo nei suoi primi anni.

L'impulso per le discussioni venne dal vescovo Ivo Fürer, che era stato il segretario generale del Consiglio delle conferenze dei vescovi d'Europa dal 1977 al 1995. Quando nel 1993 il Vaticano impose una profonda riforma di questo Consiglio, Fürer era uno di coloro che riteneva che ciò significasse la fine della principale ragion d'essere del Consiglio, vale a dire il favorire la collegialità tra i vescovi europei. In consultazione con il cardinale Carlo Maria Martini, decise di invitare un gruppo di cardinali, arcivescovi e vescovi per discussioni franche e collegiali tra loro.
Quando il gruppo si incontrò per la prima volta, nel gennaio del 1996, Fürer invitò: Carlo Maria Martini, arcivescovo di Milano; Paul Verschuren, vescovo di Helsinki; Jean-Félix-Albert-Marie Vilnet, vescovo di Lilla; Johann Weber, vescovo di Graz-Seckau; Walter Kasper, vescovo di Rottenburg-Stoccarda (in seguito cardinale), e Karl Lehmann, vescovo di Magonza (in seguito cardinale).
Nuovi membri, tutti unitisi su invito e tutti "di mentalità aperta" furono:
- 1999: cardinale Godfried Danneels, arcivescovo di Malines-Bruxelles e Adrianus Herman van Luyn, vescovo di Rotterdam.
- 2001: Cormac Murphy-O'Connor, arcivescovo di Westminster (in seguito cardinale), e Joseph Doré, arcivescovo di Strasburgo.
- 2002: Alois Kothgasser, vescovo di Innsbruck, in seguito arcivescovo di Salisburgo.
- 2003: Achille Silvestrini, cardinale della Curia romana
- 2003 Ljubomyr Huzar, arcivescovo maggiore di Leopoli degli Ucraini
- 2004: José Policarpo, patriarca di Lisbona.[10][11]

All'ultimo incontro del gruppo, nel 2006, parteciparono solo quattro membri: Ivo Fürer, Alois Kothgasser, Godfried Danneels e Adrianus Herman van Luyn.

## Segretezza e soprannome
I fondatori e i membri del gruppo sentivano che il Vaticano impediva la libera discussione tra i vescovi e quindi gli incontri si tenevano in segreto. I membri osservavano "una semplice regola: "tutto si può dire, non si prendono appunti e si osserva discrezione".
Gli incontri furono rivelati nel 2014 da Austen Ivereigh, dopo che il gruppo aveva cessato di esistere, e furono descritti più ampiamente nel 2015 nella biografia autorizzata di Godfried Danneels. Alla presentazione di quest'opera nel settembre del 2015, trasmessa da VTM, Danneels affermò che il nome "gruppo di San Gallo" era "deftig" (dignitoso, rispettabile) e affermò: "maar eigenlijk zeiden wij van onszelf en van die groep: de maffia" (ma in realtà abbiamo detto di noi stessi e di quel gruppo: la mafia). Questo provocò risate tra il pubblico presente. Altri in seguito usarono anche quel nome, non sempre giocosamente.

## Problemi e persone oggetto di discussione
Le questioni discusse dal gruppo includevano il centralismo nella Chiesa, il ruolo delle Conferenze episcopali, il ruolo e la posizione dei sacerdoti, la morale sessuale, la nomina dei vescovi e la collegialità. Su tutti questi temi, il Vaticano aveva pubblicato documenti che i partecipanti trovavano controversi.
Tutti concordarono sul fatto che il prefetto della Congregazione per la dottrina della fede, Joseph Ratzinger, esercitava un'influenza centralizzante e conservatrice a Roma, specialmente da quando la salute di papa Giovanni Paolo II aveva iniziato a declinare. Certamente non volevano che Ratzinger gli succedesse.
Alcuni membri negano di aver discusso di altri nomi, ma Fürer li contraddice e afferma esplicitamente che quello di Jorge Mario Bergoglio fu menzionato nella discussione del gruppo sull'imminente successione di papa Giovanni Paolo II. Aggiunge, tuttavia, che i membri non si impegnarono mai su alcun candidato. Il nome di 
Bergoglio, tuttavia, potrebbe essere emerso a San Gallo solo durante l'incontro del 2002. Bergoglio fu creato cardinale solo nel febbraio del 2001 e Martini, che lo aveva incontrato nel 1974, lo presentò ad alcuni membri, che lo conoscevano a malapena o per niente, nello straordinario concistoro del maggio del 2001. Anche il cardinale Bergoglio era critico verso il modo in cui la Curia romana gestiva le cose e il suo rapporto sul Sinodo dei vescovi del 2001 gli valse elogi dappertutto, anche dal gruppo di San Gallo.

## Ruolo nei conclavi del 2005 e del 2013

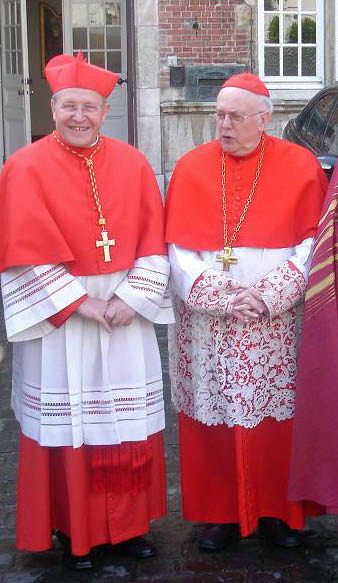
I cardinali Walter Kasper e Godfried Danneels, due membri di spicco del gruppo di San Gallo.

Mentre erano a Roma prima del conclave del 2005, i cardinali che erano membri del gruppo di San Gallo inviarono al loro ospite Ivo Fürer un biglietto che diceva: "Siamo qui insieme nello spirito di San Gallo", e prima del conclave si riunirono a cena per una discussione. Secondo estratti di un cardinale anonimo tratti dal diario pubblicato da Brunelli, due di loro, Lehmann e Danneels, erano "il nucleo pensante" dei riformisti durante il conclave. Questi non volevano votare per Joseph Ratzinger e cercarono di impedire la sua elezione dando tutti i loro voti a Jorge Mario Bergoglio, che così avrebbe potuto ottenere una minoranza in grado di bloccare l'elezione. Ci riuscirono, ma Bergoglio, "quasi in lacrime", implorò di non essere eletto. Ratzinger fu così eletto e prese il nome di Benedetto XVI.
L'anno dopo l'elezione di Ratzinger ciò che rimase del gruppo si incontrò per l'ultima volta. Tre dei membri rimanenti, tuttavia, parteciparono al conclave del 2013: Walter Kasper, Godfried Danneels e Karl Lehmann. Cormac Murphy-O'Connor aveva già superato gli ottant'anni ma era presente a Roma durante il periodo che precedette il conclave. A differenza del 2005, non esiste una fonte anonima per riferire quale ruolo abbiano avuto nell'elezione di papa Francesco. Secondo Ivereigh, i quattro lavorarono di concerto per sostenere l'elezione di Jorge Mario Bergoglio, sperando ancora di eleggere un leader più moderno per la Chiesa. Inoltre, nella prima edizione del suo libro, Ivereigh scrive che "hanno assicurato per la prima volta il consenso di Bergoglio". Tutti e quattro i cardinali, tuttavia, lo negarono. Il direttore della Sala stampa della Santa Sede affermò che i cardinali erano "sorpresi e delusi" da ciò che era stato scritto su di loro e che "hanno espressamente negato questa descrizione degli eventi [...] riguardo alla conduzione di una campagna per l'elezione di Bergoglio". Nella seconda edizione del suo libro, Ivereigh sostituì la frase con: "In accordo con le regole del conclave, non gli hanno chiesto se sarebbe stato disposto a candidarsi". Il resto dei suoi rapporti rimase comunque uguale.
Alcuni autori conservatori usano il termine "mafia di San Gallo" per riferirsi a una presunta cospirazione dei membri del gruppo per eleggere Bergoglio, in violazione della costituzione apostolica Universi Dominici Gregis, che stabilisce:
Questo termine è stato utilizzato da autori come Roberto de Mattei, parlando dell'"intrigo dell'elezione di papa Bergoglio, pilotato dalla "mafia di San Gallo". Henry Sire, nel suo libro The Dictator Pope, e Michael Voris, sul sito tradizionalista Church Militant, collegano il gruppo con l'ex cardinale Theodore Edgar McCarrick, nel 2019 dimesso dallo stato clericale per essersi reso colpevole di abusi sessuali. Altri autori, come John J. Aréchiga, sostengono che questa cospirazione invalidi completamente l'elezione di papa Francesco, che quindi sarebbe un pontefice illegittimo.